# 6167 Narmanskij
6167 Narmanskij (1979 QB10) là một tiểu hành tinh vành đai chính được phát hiện ngày 27 tháng 8 năm 1979 bởi N. S. Chernykh ở Đài vật lý thiên văn Crimean.